# طوطی سرآلویی
طوطی سرآلویی (نام علمی: Psittacula cyanocephala) نام یک گونه از تیره طوطیان است.

## نگارخانه

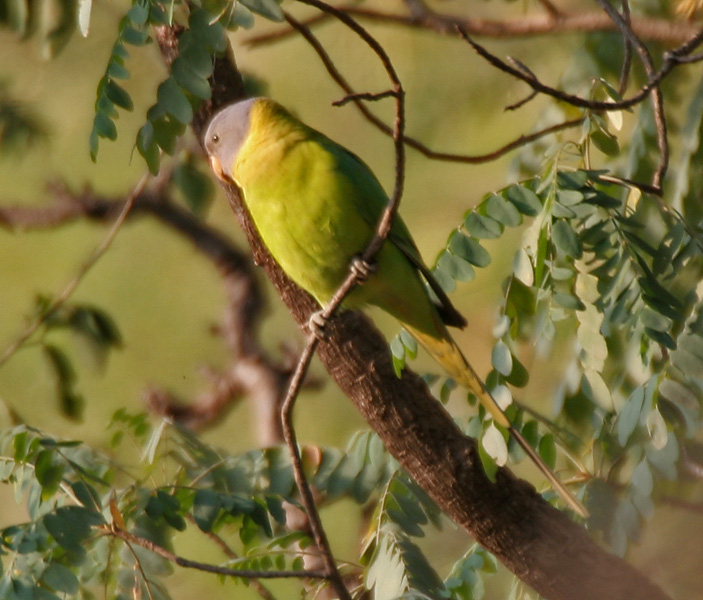
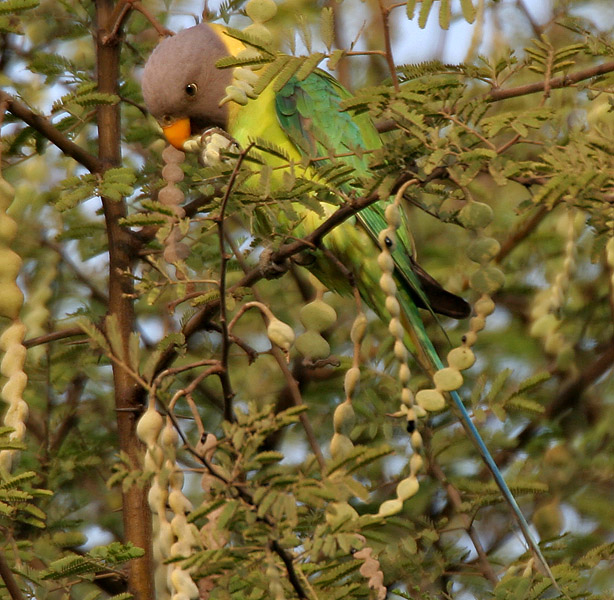
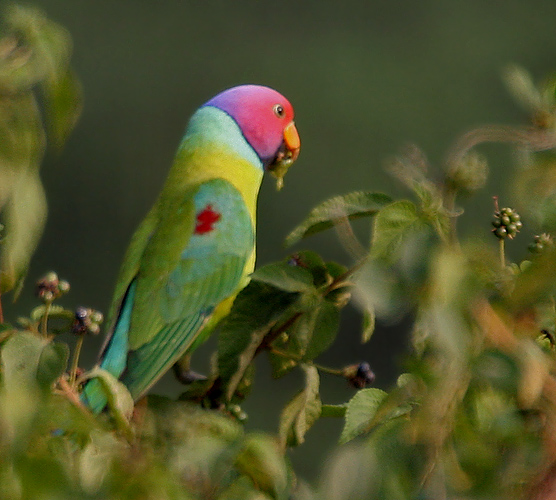
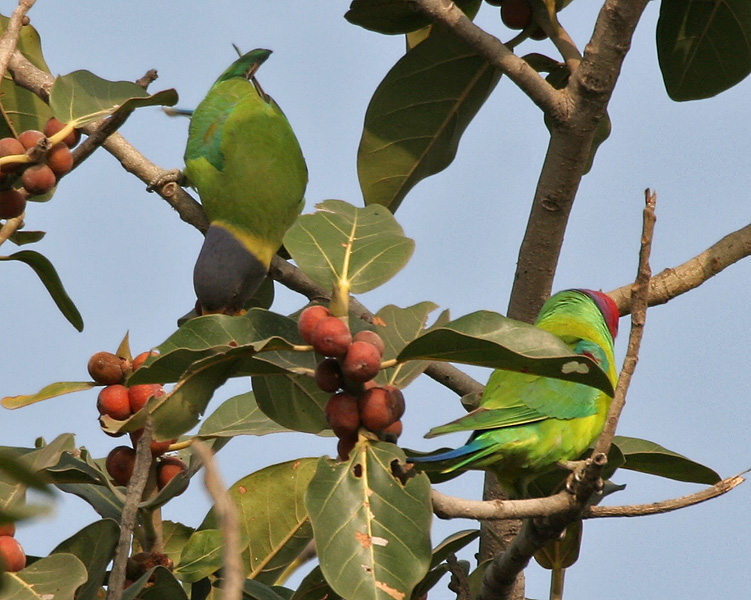
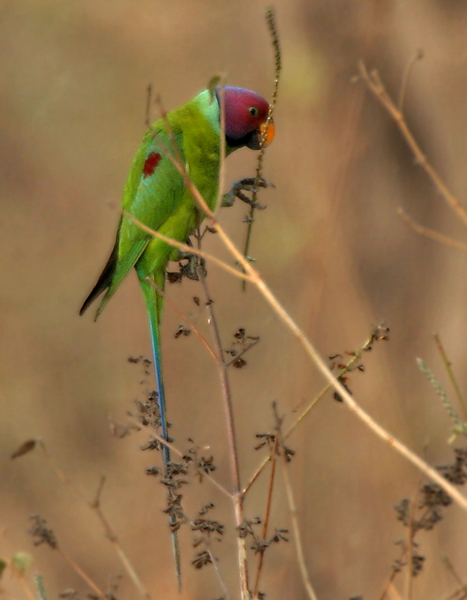
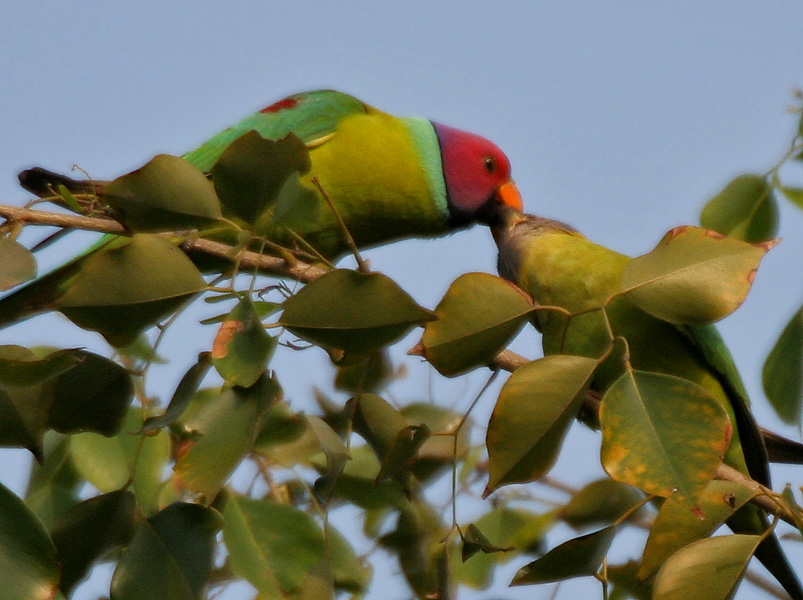
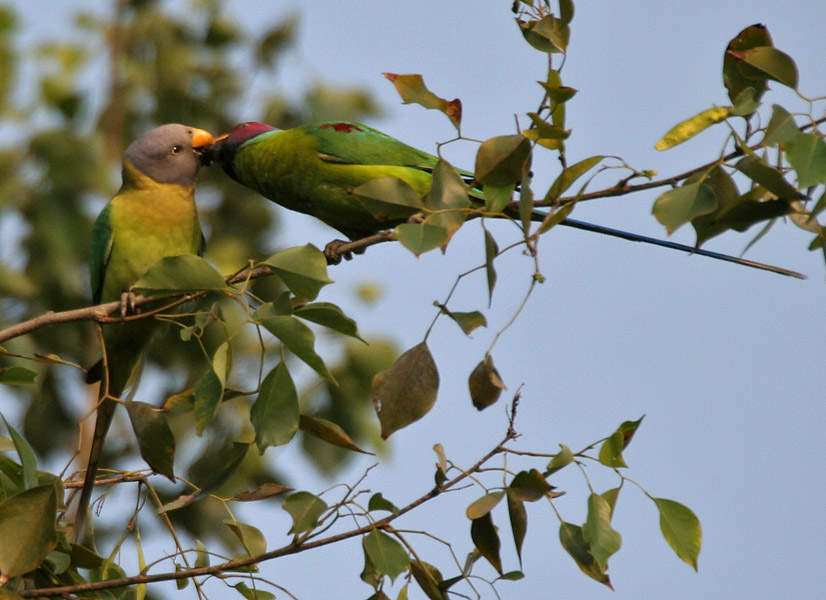
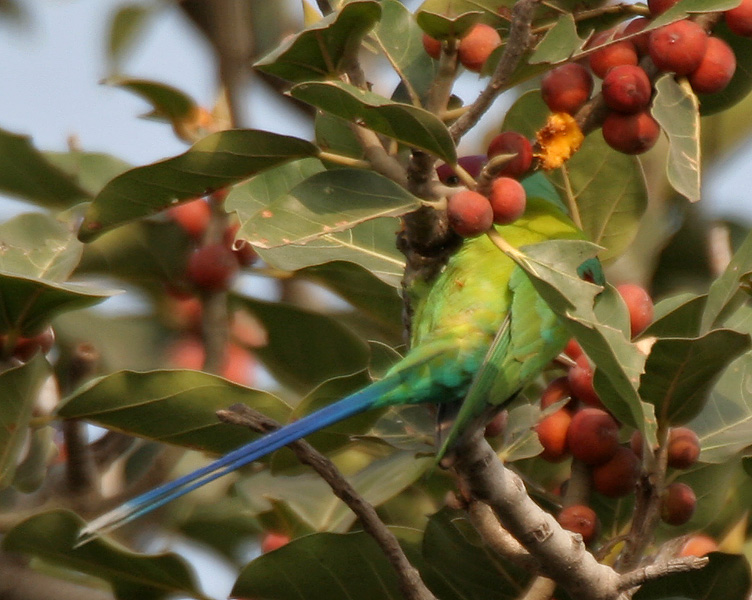
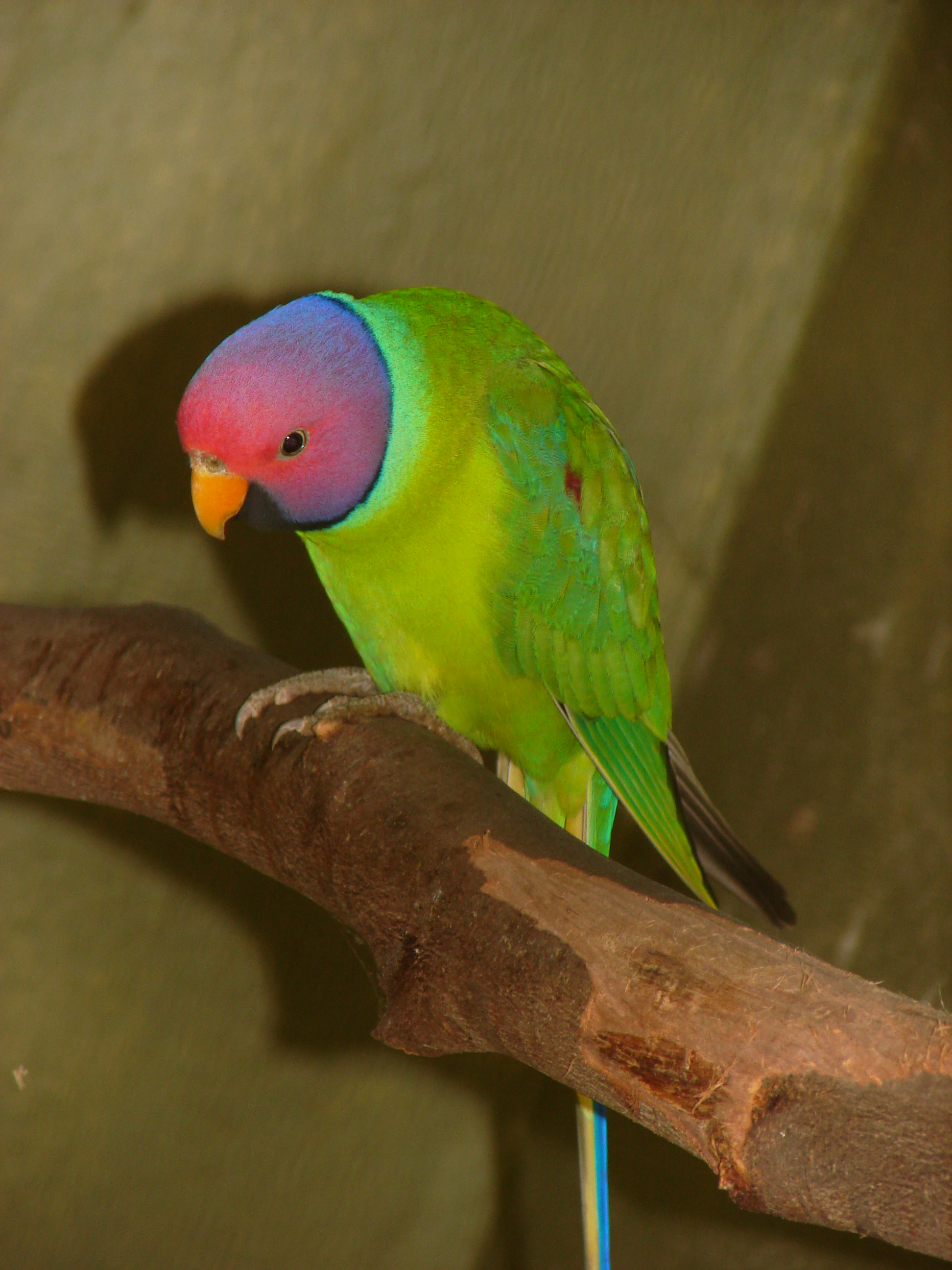
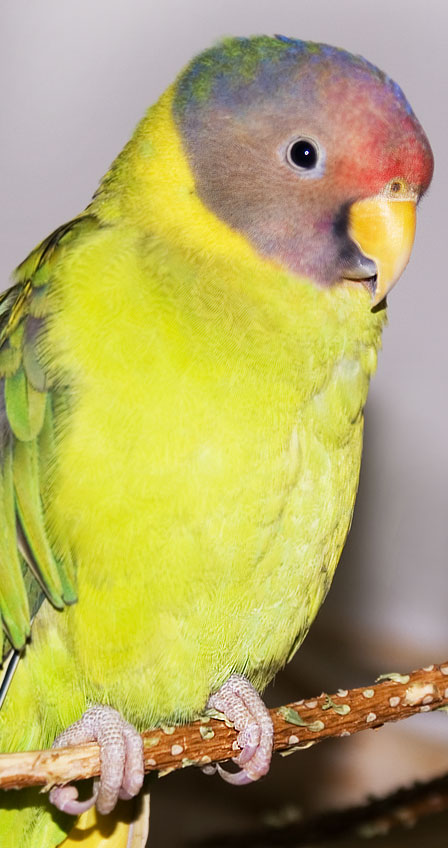
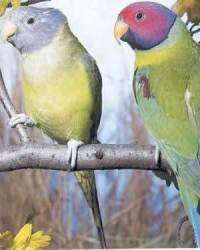
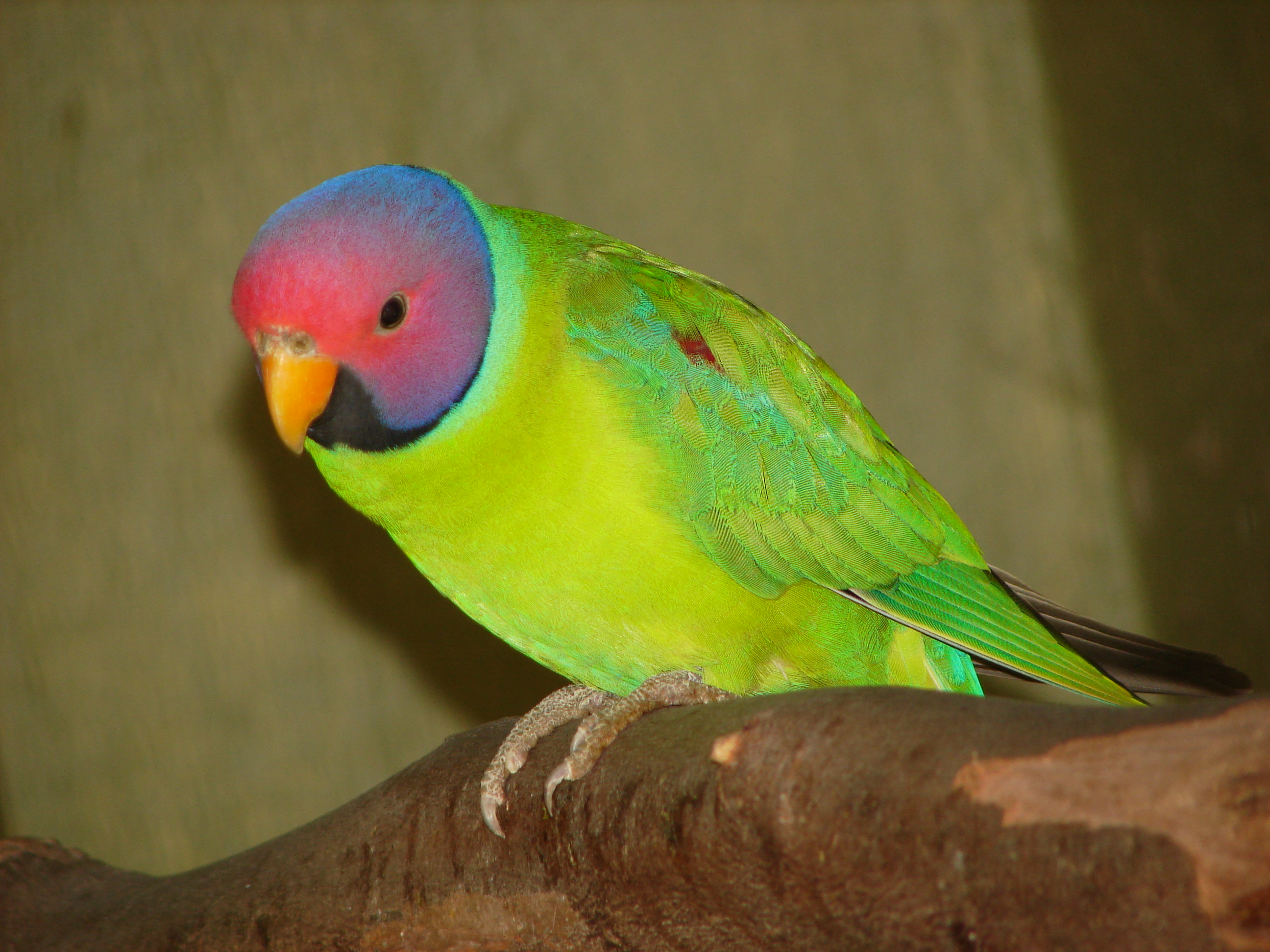